# 弗里波特 (巴哈马)
弗里波特（英语：Freeport）是大西洋岛国巴哈马岛屿大巴哈马岛的一座城市，也是该国的第二大城市，位于该岛西部，建立于1955年8月4日，2000年人口26,914，人口密度为每平方公里48人，面积558平方公里，海拔高度10米。